# Championnat d'Oman de football 1985-1986
Navigation
Saison 1987-1988
La saison 1985-1986 du Championnat d'Oman de football est la dixième édition de la première division au sultanat d'Oman, l' Oman League. Elle rassemble les dix meilleurs clubs du pays, répartis en deux groupes. Les clubs jouent à deux reprises contre leurs adversaires, à domicile et à l'extérieur. Les deux premiers de chaque groupe se qualifient pour la poule finale pour le titre.
C'est le Fanja Club qui remporte le championnat cette saison après avoir terminé en tête de la poule finale, avec un seul point d'avance sur Al-Ittihad Club et deux sur Al Nasr Salalah. C'est le quatrième titre de champion d'Oman de l'histoire du club.

## Les clubs participants
| - Fanja Club - Al Oruba Sur - Dhofar Club - Al Hilal Salalah - Oman Club | - Al Nasr Salalah - Al-Ittihad Club - Al Ahli Mascate - Sur Club - Sedab Club |

## Compétition
Le barème de points servant à établir les classements se décompose ainsi :
- Victoire : 2 points
- Match nul : 1 point
- Défaite : 0 point

### Première phase
| Rang | Équipe           | Pts | J | G | N | P | Bp | Bc | Diff |
| ---- | ---------------- | --- | - | - | - | - | -- | -- | ---- |
| 1    | Fanja Club       | 12  | 8 | 5 | 2 | 1 | 12 | 7  | +5   |
| 2    | Al Oruba Sur     | 10  | 8 | 4 | 2 | 2 | 12 | 17 | -5   |
| 3    | Dhofar ClubT     | 8   | 8 | 4 | 0 | 4 | 25 | 12 | +13  |
| 4    | Al Hilal Salalah | 5   | 8 | 2 | 1 | 5 | 14 | 19 | -5   |
| 5    | Oman Club        | 5   | 8 | 2 | 1 | 5 | 12 | 20 | -8   |

| Rang | Équipe          | Pts | J | G | N | P | Bp | Bc | Diff |
| ---- | --------------- | --- | - | - | - | - | -- | -- | ---- |
| 1    | Al Nasr Salalah | 12  | 8 | 5 | 2 | 1 | 19 | 2  | +17  |
| 2    | Al-Ittihad Club | 12  | 8 | 5 | 2 | 1 | 16 | 4  | +12  |
| 3    | Al Ahli Mascate | 7   | 8 | 2 | 3 | 3 | 5  | 9  | -4   |
| 4    | Sur Club        | 6   | 8 | 2 | 2 | 4 | 7  | 16 | -9   |
| 5    | Sedab Club      | 3   | 8 | 1 | 1 | 6 | 4  | 20 | -16  |

### Poule pour le titre
| Rang | Équipe          | Pts | J | G | N | P | Bp | Bc | Diff |
| ---- | --------------- | --- | - | - | - | - | -- | -- | ---- |
| 1    | Fanja ClubC     | 5   | 3 | 2 | 1 | 0 | 6  | 1  | +5   |
| 2    | Al-Ittihad Club | 4   | 3 | 2 | 0 | 1 | 5  | 5  | 0    |
| 3    | Al Nasr Salalah | 3   | 3 | 1 | 1 | 1 | 4  | 4  | 0    |
| 4    | Al Oruba Sur    | 0   | 3 | 0 | 0 | 3 | 1  | 6  | -5   |

|  | Qualification pour la Coupe du golfe des clubs champions 1987 |
|  | T : Tenant du titre C : Vainqueur de la Coupe d'Oman          |

## Bilan de la saison
| Championnat d'Oman de football 1985-1986                        |                       |
| Champion                                                        | Fanja Club (4e titre) |
| Coupes et trophées                                              |                       |
| Vainqueur de la Coupe d'Oman 1985-1986                          | Fanja Club            |
| Qualifications continentales                                    |                       |
| Coupe du golfe des clubs champions 1987                         | Fanja Club            |
| Promotions et relégations                                       |                       |
| Promus en Oman League                                           | Sohar Club            |
| Promus en Oman League                                           | Al-Seeb Sports Club   |
| Relégués en Championnat d'Oman de football de deuxième division | Aucun                 |